# اوستروویتسا (توتین)
اوستروویتسا (به صربی: Ostrovica) یک منطقهٔ مسکونی در صربستان است که در توتین، صربستان واقع شده‌است. اوستروویتسا ۴۰ نفر جمعیت دارد.